# ديك بومان
ديك بومان (بالإنجليزية: Dick Bowman)‏ هو لاعب كرة قدم أمريكية أمريكي، ولد في 1930، وتوفي في 2 أبريل 1983 في إدموند في الولايات المتحدة.

## وصلات خارجية
- ديك بومان على موقع كلية كرة القدم في سبورتس رفرنس.كوم (الإنجليزية)